# Ogooué et des Lacs
Ogooue et des Lacs è un dipartimento della provincia di Moyen-Ogooué, in Gabon, che ha come capoluogo Lambaréné.